# Paya Dua (Makmur)
Paya Dua is een bestuurslaag in het regentschap Bireuen van de provincie Atjeh, Indonesië. Paya Dua telt 297 inwoners (volkstelling 2010).